# Schwerzenbach
Schwerzenbach (toponimo tedesco) è un comune svizzero di 5 069 abitanti del Canton Zurigo, nel distretto di Uster.

## Geografia fisica
Il territorio di Schwerzenbach comprende una parte del Lago di Greifen.

## Monumenti e luoghi d'interesse

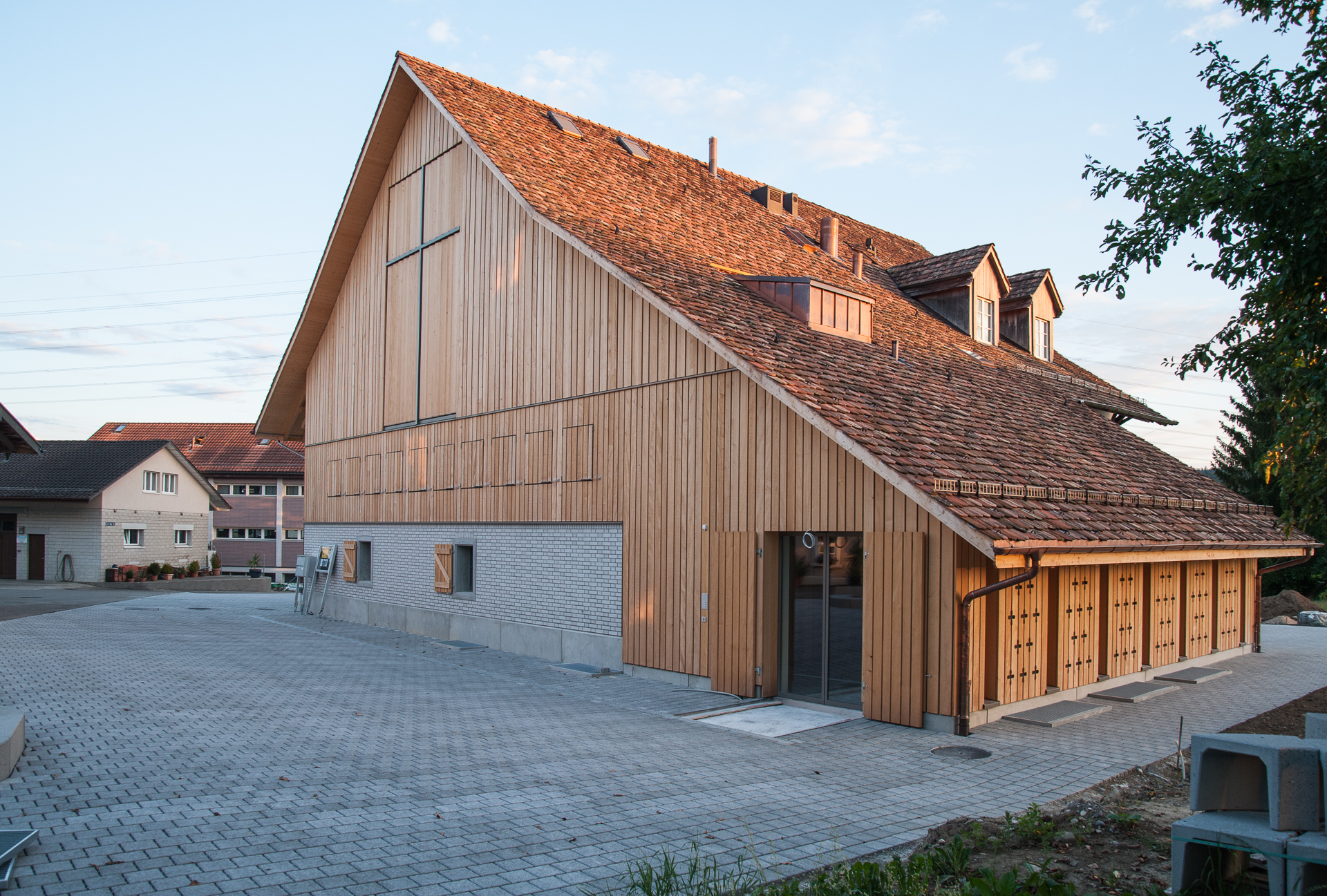
La chiesa di San Gabriele

- Chiesa riformata, attestata dal 1275[1];
- Chiesa cattolica di San Gabriele, eretta nel 1803 e ricostruita nel 2000[1].

## Società

### Evoluzione demografica
L'evoluzione demografica è riportata nella seguente tabella:
Abitanti censiti

## Infrastrutture e trasporti

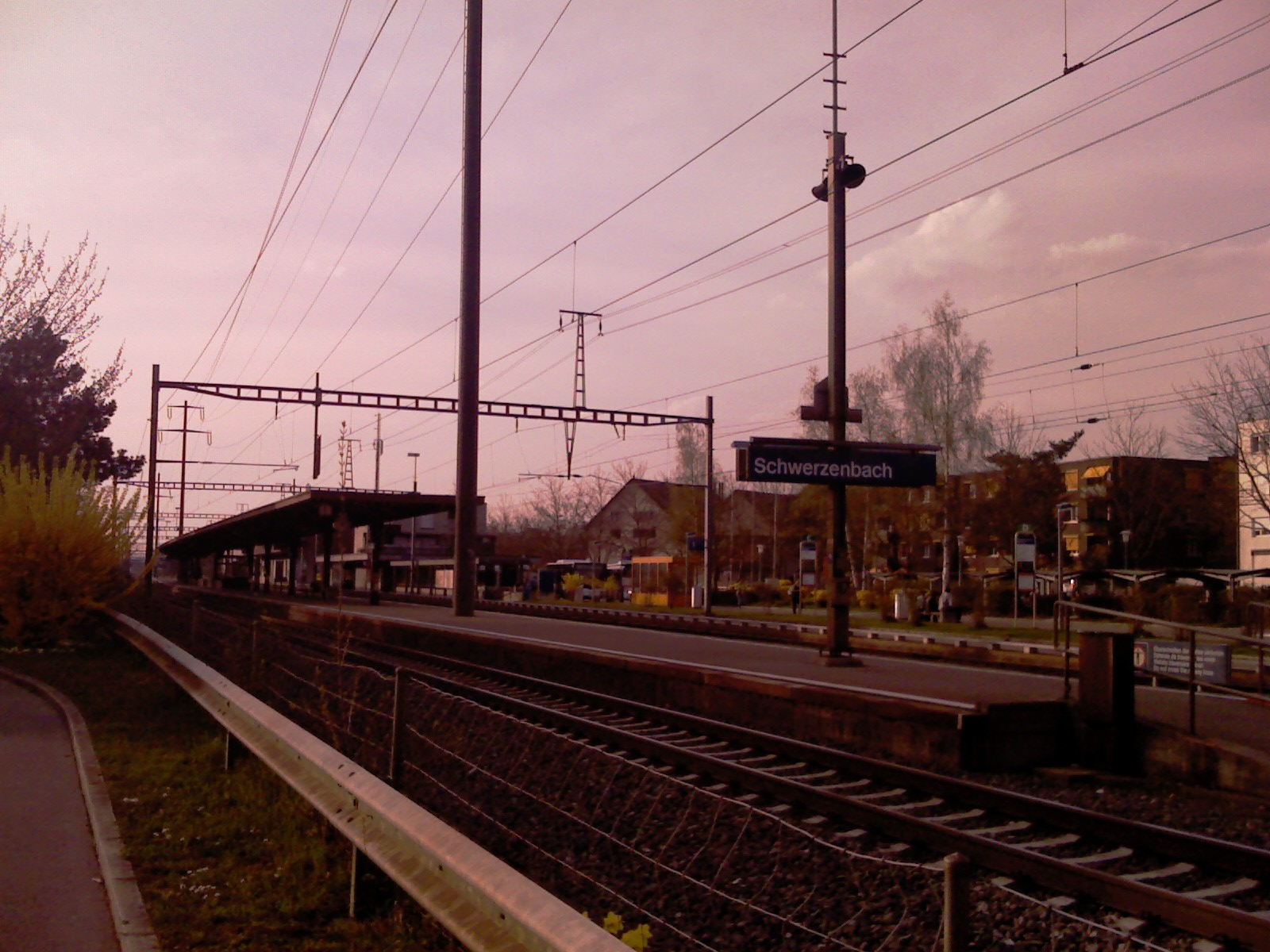
La stazione di Schwerzenbach

Schwerzenbach è servito dall'omonima stazione sulla ferrovia Wallisellen-Rapperswil (linee S9 e S14 della rete celere di Zurigo).

## Amministrazione
Ogni famiglia originaria del luogo fa parte del cosiddetto comune patriziale e ha la responsabilità della manutenzione di ogni bene ricadente all'interno dei confini del comune.